# متماثلة الأبواغ الهازجية
متماثلة الأبواغ الهازجية (Isospora cardellinae) هو نوع من الطفيليات الأولية المُصنَّفة ضمن الأكريات. أفرزته (أو أُخد من) الهازجة الحمراء في متنزه نيفادو دي تولوكا الوطني، المكسيك. يعيش هذا الطفيلي في خلايا الزغابات المعوية الدقيقة للطيور.